# 厚岸車站
厚岸車站（日语：／ Akkeshi eki */?）是位於北海道厚岸郡厚岸町宮園1丁目的北海道旅客鐵道（JR北海道）根室本線（花咲線）的鐵路車站。電報略號為アケ。是花咲線除終點站（釧路及根室）外，唯一的非無人車站，也是釧路～根室間唯一的區閶車終點站。每天共有2來回的區間車由釧路開至本站。
車站名稱來自阿伊努語的「at-kep-us-i」（剝裂葉榆皮之地）或是「at-kes-to」（榆樹下的湖泊）。

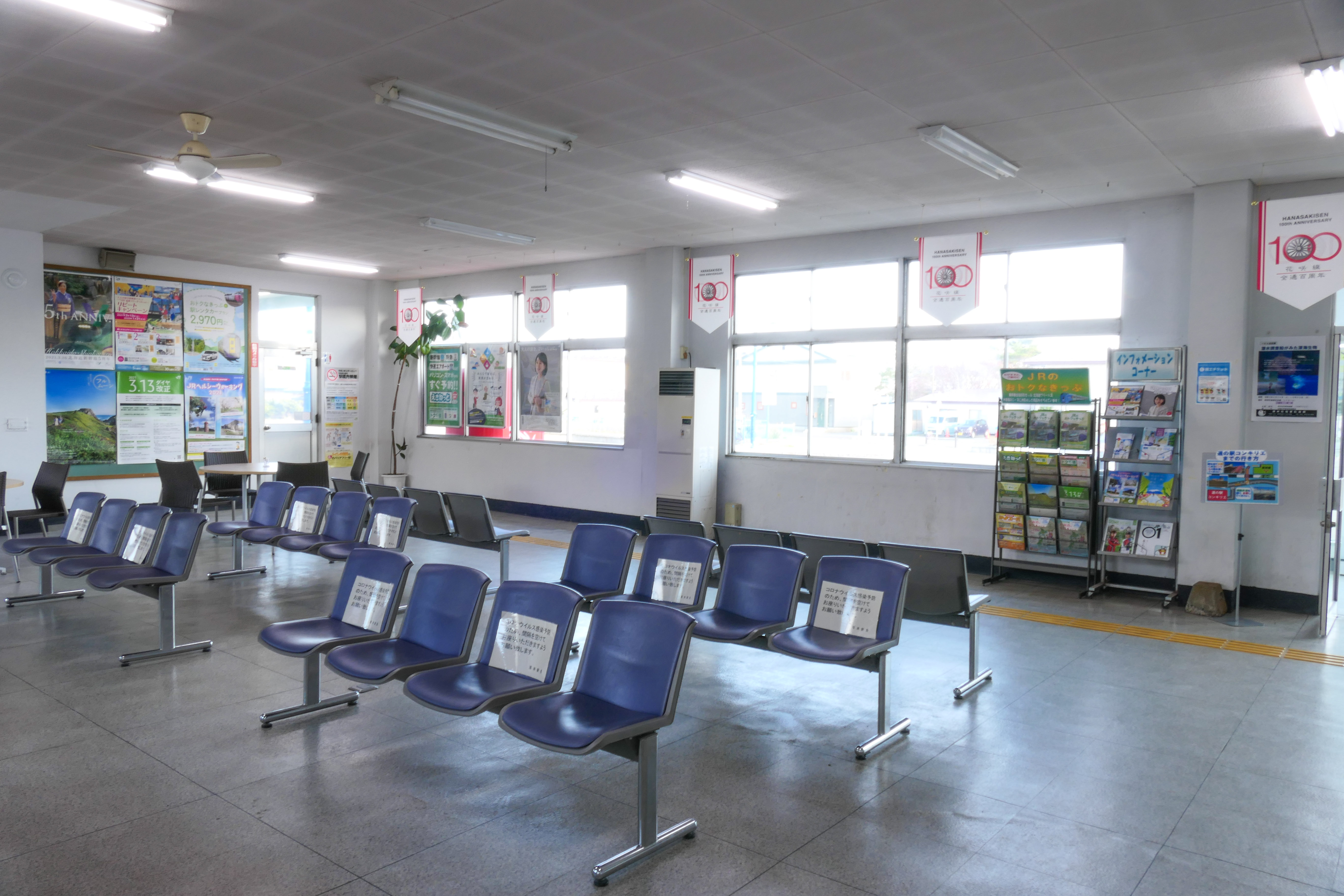
車站內部（2021年5月）

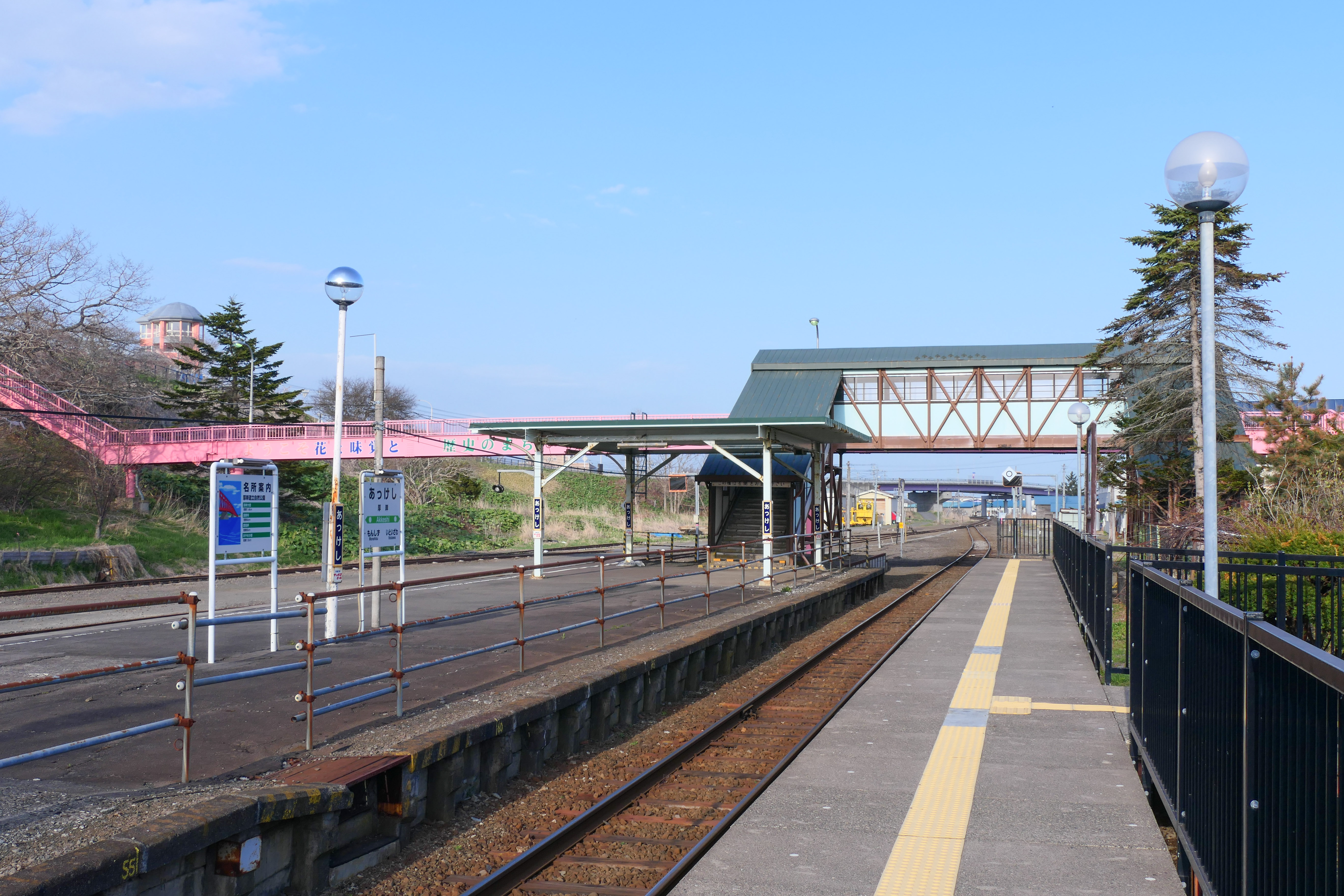
月台（2021年5月）

## 歷史
- 1917年（大正6年）12月1日 - 作為釧路與濱厚岸之間的中間車站而開始營業（處理乘客的終點站）。亦處理乘客的行李。設置濱釧路列車庫厚岸停泊所。
- 1919年（大正8年）11月25日 - 路線延伸至厚床並開始營業。成為與貨物支線的轉車站。
- 1921年（大正10年）8月5日 - 濱釧路列車庫厚岸停泊所變成分庫。
- 1925年（大正14年）6月20日 - 濱釧路列車庫厚岸分庫變回停泊所。
- 1929年（昭和4年）11月14日 - 濱釧路列車庫厚岸停泊所變成分庫。
- 1930年（昭和5年）6月1日 - 濱釧路列車庫厚岸分庫變回停泊所。
- 1965年（昭和40年）10月13日 - 車站大樓改建。
- 1966年（昭和41年）3月30日 - 廢除濱釧路列車庫厚岸停泊所。
- 1982年（昭和57年）11月15日 - 與濱厚岸之間的貨物支線被廢除。
- 1986年（昭和61年）11月1日 - 廢除行李處理。
- 1987年（昭和62年）4月1日 - 國鐵分割民營化後，由JR北海道繼承。

## 車站構造

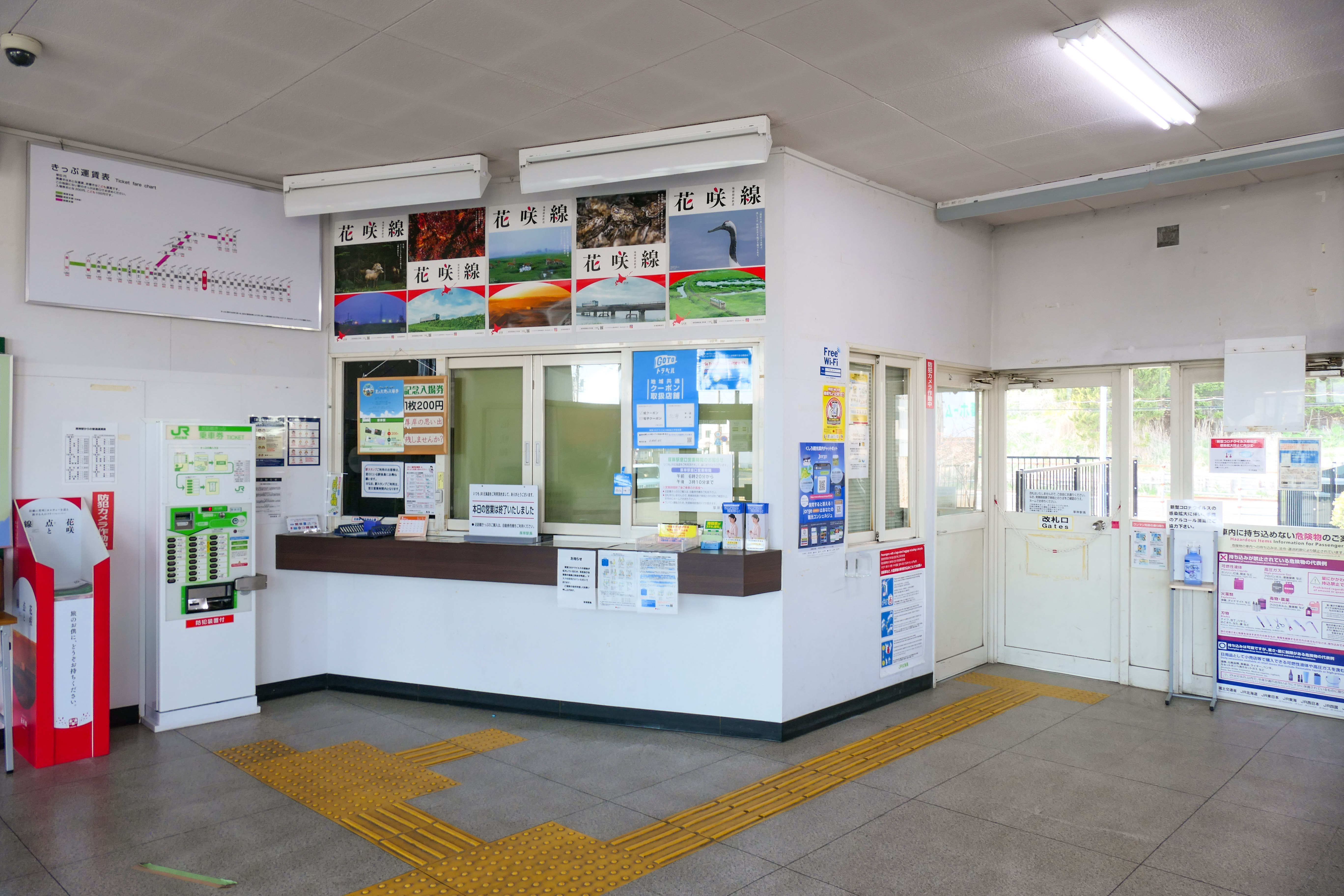
檢票口（2021年5月）

厚岸車站為2面2線，同時有側式及島式月台的地面車站。原來的車站只有島式月台，並需使用架空道路來連接；為消除不便，將車站入閘機旁增建成側式月台。基本上所有上下行列車都使用位於增建的月台旁的1號線，而需要在車站交換列車等場合時，下行列車（根室方向）會使用2號線，而上行列車（門靜、釧路方向）則使用1號線。
車站大樓樓面面積為3324平方米，是使用鋼筋混凝土興建的平房。而現在的車站大樓是第二代，於1971年（昭和46年）1月完成，並於2005年將外牆塗成水色。
為配置職員車站。負責管理花咲線的運作。設有綠窗口（營業時間06時20分～16時30分）及Kiosk。

## 車站周邊
為厚岸町的中心車站。車站附近設置不少公共設施。
- 國道44號
- 北海道道14號厚岸標茶線
- 北海道道123號別海厚岸線
- 北海道道425號厚岸停車場線
- 道之驛厚岸美食公園
- 厚岸町役場
- 厚岸警察署
- 厚岸郵政局（併設日本郵政釧路分店厚岸配送中心）
- 大地未來信用金庫厚岸分店
- 北洋銀行厚岸分店
- 日本通運厚岸辦公室
- 北海道厚岸水產高等學校
- 北海道厚岸潮見高等學校
- POSFUL厚岸店
- フクハラ厚岸店
- YELLOW GLOVE厚岸店
- 厚岸港
- 厚岸大橋
- 釧路巴士厚岸辦公室（舊JR北海道厚岸汽車辦公室）

## 車站便當
- 氏家待合所
  - 牡蠣飯[1]（980日圓） - 為了與便當大會作區別，被稱為「氏家牡蠣飯」。
  - 扇貝便當（800日圓、需預約）
  - 牡蠣飯糰（250日圓）
  - 扇貝飯糰（250日圓）

## 巴士路線
- 釧路巴士
  - 釧路車站、釧路市立醫院方向
  - 國泰寺、霧多布溫泉方向
  - 國泰寺、床潭、末廣方向
  - 光榮方向

一部份往國泰寺方向及光榮方向的路線是來自因北海道旅客鐵道（現在的JR北海道巴士厚岸線）厚岸汽車營業廢除而接管的路線。而往標茶車站方向的路線仍然存在。

## 相鄰車站
北海道旅客鐵道（JR北海道）
根室本線（花咲線）
快速「花咲」
釧路（K53）－（只限下行停靠東釧路站（B54））－厚岸－茶內
快速「納沙布」
上尾幌 → 厚岸 → 茶內
普通
門靜－厚岸－茶內

### 曾經存在的鐵路
日本國有鐵道
根室本線（貨物支線） - 1982年11月15日廢線
厚岸－濱厚岸

## 資料來源
1. ↑  JR時間表2010年9月號（交通新聞社刊）723頁

## 外部連結
- （日語）JR北海道 – 厚岸車站（页面存档备份，存于）
- （日語）厚岸車站 （页面存档备份，存于）
- （日語）全驛參觀之旅 （页面存档备份，存于）